# Weerboer
Een weerboer (Duits: Wehrbauer) is een vrije boer die niet gebonden is aan een leenheer.

## Herkomst
Weerboeren ontstonden na de val van het Romeinse Rijk in de vijfde eeuw. Een groot aantal Germaanse boeren gaven, vanwege de onveilige situatie in Europa, hun vrijheid en bezit over aan gewapende leenheren in ruil voor bescherming. Een klein aantal boeren wist hun vrijheid en hun eigen hoeve te behouden en zorg te dragen voor de eigen bescherming. Deze boeren worden weerboeren (Duits: wehrbauer) genoemd. Enkele weerboeren lukte het om een paard en harnas te bekostigen en stegen zodoende op in de rangen van de lage adel als ridder (miles). Andere weerboeren vergrootten hun boerenbedrijf door pachten van grond en het aannemen van knechten, en kwamen in dienst van een leenheer als schout of huisman.

## Overige betekenissen
- De boeren die deelnamen aan de Duitse kolonisatie naar het oosten van Europa (het tegenwoordige Polen en de Baltische staten) gedurende de 15e tot 19e eeuw worden wehrbauer genoemd.

- Gedurende de Tweede Wereldoorlog worden door de SS boeren in Noordwest Europa opgeroepen om deel te nemen aan de strijd tegen de Sovjet-Unie. Deze boeren wordt landbouwgrond in het veroverde gebied in het vooruitzicht gesteld. De boeren die op deze propaganda ingingen en in Rusland vrijwillig werk verrichtten voor de Wehrmacht en de SS worden eveneens wehrbauer genoemd.